# Tenupedunculus drakensis
Tenupedunculus drakensis là một loài chân đều trong họ Stenetriidae. Loài này được Schultz miêu tả khoa học năm 1982.